# Dolors i goigs de Sant Josep
Els Dolors i goigs de Sant Josep són una pràctica de devoció seguida per l'Església catòlica. Seguint una antiga tradició i com a record dels principals dolors i goigs de la vida de Sant Josep, l'Església li dedica els set diumenges anteriors a la seva festivitat (19 de març). També es pot practicar aquesta devoció en qualsevol altra època de l'any.
Encara que aquesta tradició està documentada des del segle XVI, serà el Papa Gregori XVI, en la primera meitat del segle XIX, qui donarà un impuls important a aquesta practica atorgant indulgències a aquells que la practiquessin.

## Primer diumenge
- "Gloriós Sant Josep, espòs de Maria Santíssima. Com va ser gran l'angoixa i el dolor del teu cor, en el dubte d'abandonar ala teva santíssima Esposa, així va ser immensa l'alegria quan et va ser revelat per l'Àngel el sobirà misteri de la salvació "

Aquest dolor i goig té com a base l'evangeli de Mateu (Mt 1, 18-20).

## Segon diumenge
- "Josep experimenta el dolor en veure que María dona a llum a Jesús en la pobresa extrema d'un pessebre a la ciutat de Betlem. Però el seu dolor es torna en alegria perquè el que neix és el Fill de Déu, el Messies, el Senyor que porta l'aliment necessari perquè tots els pobres de laterra es puguin sadollar"

Aquest dolor i goig té com a base l'evangeli de Lluc (LC 2, 4-7)

## Tercer diumenge
- "Josep sent dolor perquè en la circumcisió el nen plorarà. És la primera sang vessada de Jesús, que es consumarà amb el lliurament de la seva vida en la creu. Però Josep sent goig i pau. Li posarà per nom Jesús que significa Déu salva. És l'alegria de saber que aquest Nen ve a portar-nos la salvació, la plenitud de vida i la felicitat."

Aquest dolor i goig té com a base l'evangeli de Lluc (LC 2, 21)

## Quart diumenge
- "Josep sent dolor davant la predicció de Simeó sobre Jesús,. Sent dolor perquè aquest nen serà pedra d'escàndol per a molts al seu poble i signe de contradicció per a aquells que no ho acollissin en les seves vides. Jesús seria acollit per uns, al mateix temps que rebutjat per uns altres. Al costat del dolor descobrim el goig profund de Josep que porta a Jesús fins al temple per a ser consagrat a Déu. Goig també per acompanyar a María per a la seva purificació. És el goig de qui sap estar en silenci, en segon pla. És el goig de qui sap acompanyar"

Aquest dolor i goig té com a base l'evangeli de Lluc (LC 2, 22-26)

## Cinquè diumenge
- "Josep sent un profund dolor en haver d'agafar a María i a Jesús i portar-los a Egipte, a un lloc segur, lluny de la seva terra. És l'única manera de salvar al nen. Però sent profund goig també, al saber que Jesús anava a estar fora del perill de la mort, fora del poder que assassina a nens innocents".

Aquest dolor i goig té com a base l'evangeli de Mateu (Mt 2, 13-15)

## Sisè diumenge
- "Josep sent dolor i per que Arquelao, que regnava a la Judea, pretengui matar al nen. El dolor i la por de saber que Jesús durant tota la seva infància, igual que durant tota la seva vida, serà perseguit i assetjat pels poderosos del món. Però alhora sent un gran goig perquè tornaran a la seva pàtria, a la ciutat de Natzaret d'on era María. A Natzaret s'instal·laran, viuran com una família humil. José i María veuran junts créixer al Fill de Déu."

Aquest dolor i goig té com a base l'evangeli de Mateu (Mt 2, 19-23)

## Setè diumenge
- "Josep sent dolor que pren la forma d'angoixa perquè han perdut a Jesús a la volta de Jerusalem. Són moments de tensió, de nervis, d'ansietat. Però també viu un intens goig que es converteix en alegria profunda en trobar-lo en el temple."

Aquest dolor i goig té com a base l'evangeli de Lluc (Mt 2,41-49).